# Лугове (зупинний пункт)
Лугове́ — залізничний пасажирський зупинний пункт Рівненської дирекції залізничних перевезень Львівської залізниці.
Розташований у селі Лугове Дубровицького району Рівненської області на лінії Сарни — Удрицьк між станціями Милячі (5 км) та Удрицьк (7 км).
Станом на серпень 2019 року щодня три пари дизель-потягів прямують за напрямком Здолбунів/Сарни — Горинь/Удрицьк.